# بيت أبو غريب (شبام كوكبان)

تعديل مصدري - تعديل

بيت أبو غريب هي إحدى قرى عزلة الأهجر بمديرية شبام كوكبان التابعة لمحافظة المحويت، بلغ تعداد سكانها 340 نسمة حسب تعداد اليمن لعام 2004.